# Région métropolitaine de Santiago

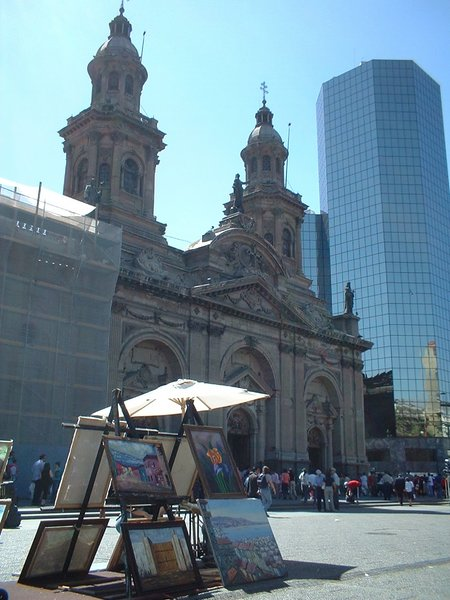
Cathédrale métropolitaine de Santiago du Chili.

La région métropolitaine de Santiago (en espagnol : Región Metropolitana de Santiago) est l'une des 16 régions administratives du Chili. Elle se divise en 6 provinces, constituées de 52 communes dont Santiago, la capitale du pays. On y trouve également le principal aéroport international du Chili, l'aéroport Arturo Merino Benítez.

## Géographie
La région s'étend sur 15 403 km2 au centre du pays et est formée principalement par la ville de Santiago. Elle est la seconde plus petite région du pays en superficie mais aussi la plus peuplée. Elle comprend des zones très urbanisées et d'autres plus rurales dans une dépression centrale encadrée par la cordillère des Andes à l'est et par celle de la Côte à l'ouest.
Elle est entourée par la région de Valparaiso au nord et à l'ouest, l'Argentine à l'est et la région du Libertador General Bernardo O'Higgins au sud.

## Climat
La région dispose d'un climat de type méditerranéen. Les étés sont chauds et secs. Les hivers relativement froids et pluvieux, principalement en juillet.
La région bordée par la cordillère de la Côte est protégée des entrées maritimes et de l'humidité.

## Provinces
| Province   | Superficie en km² | Nombre d'habitants | Chef-lieu    |
| ---------- | ----------------- | ------------------ | ------------ |
| Santiago   | 2 109,7           | 4 668 473          | Santiago     |
| Chacabuco  | 1 977,7           | 132 798            | Colina       |
| Cordillera | 5 615,2           | 522 856            | Puente Alto  |
| Maipo      | 1 150,7           | 378 444            | San Bernardo |
| Talagante  | 601,9             | 217 449            | Talagante    |
| Melipilla  | 4 326,5           | 141 165            | Melipilla    |

## Démographie
La population est à 95 % urbaine. Compte tenu de la croissance de la ville, les provinces de Maipo et Cordillera sont à présent accolées à l'agglomération. 

## Administration
Depuis 2021, la région est dirigée par un gouverneur élu au suffrage universel. Un conseil régional de 34 membres est élu au suffrage universel pour un mandat de quatre ans.

## Économie
La région est avant tout tournée vers des activités de service. Elle est le centre national de la majeure partie des grandes entreprises étatiques et privées. L'aéroport international est relié aux plus grandes capitales européennes et permet l'exportation des fruits, source importante de revenus pour le pays.

## Transports
La région dispose d'un excellent système de voies de communication. Le gouvernement a lancé un grand nombre de projets de construction et de reconstruction d'autoroutes permettant de contourner la ville (Circunvalación Américo Vespucio) ainsi que de voyager vers le reste du pays. Le gouvernement a également lancé des projets de rénovation des infrastructures publiques, parmi celles-ci les terminaux de bus, l'aéroport, les principales avenues de la ville, la construction de nombreux parkings souterrains, d'un nouveau métro, de stations d'épuration des eaux, etc.

## Problème principal
Le principal problème de la région - très sensible chaque hiver - est la pollution. Pour la combattre, un projet « TranSantiago » a été lancé en 2003, devant aboutir en 2005 à la mise en place d'un réseau de bus modernes, non-polluants et à grande capacité de passagers.